# Chies d’Alpago
Chies d’Alpago – miejscowość i gmina we Włoszech, w regionie Wenecja Euganejska, w prowincji Belluno.
Według danych na styczeń 2009 gminę zamieszkiwały 1454 osoby przy gęstości zaludnienia 32,4 os./1 km².